# 2010年冬季奥林匹克运动会芬兰代表团

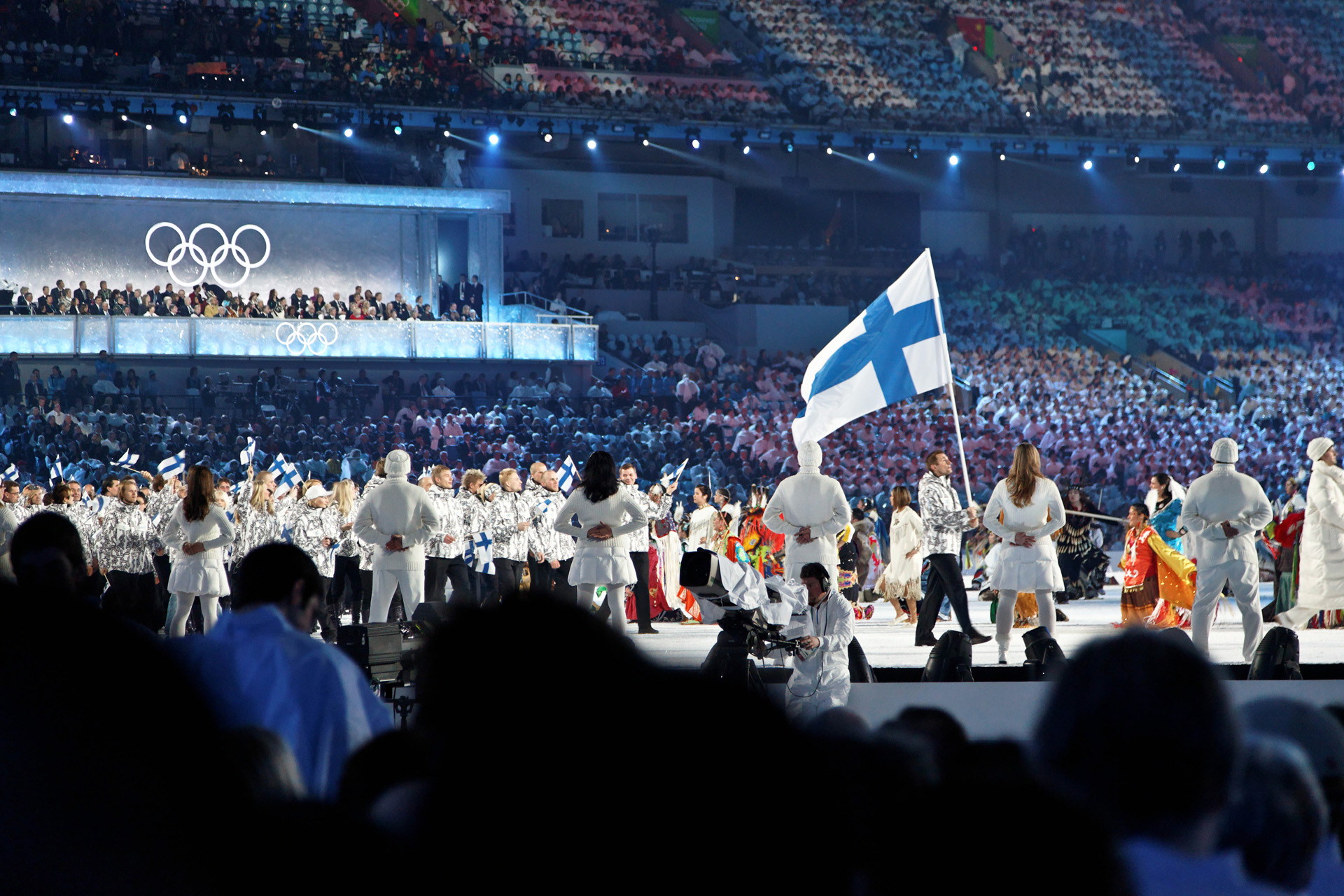
芬蘭代表團在開幕式上進場。

2010年冬季奧林匹克運動會芬蘭代表團是芬蘭所派出的2010年冬季奧林匹克運動會代表團。队伍最终获得1枚银牌和4枚铜牌，排名奖牌榜第24位。

## 檢討
芬蘭奧委會原本為2010年冬季奧運設定了12面獎牌的目標，而結果僅獲得5面獎牌的成績，遠低於預期。按照項目劃分，該組織在年度報告中總結道：“冰球、單板滑雪和花樣滑冰項目取得了最積極的成績，而越野滑雪、跳台滑雪、北歐兩項和冬季兩項的表現則明顯低於預期。”

奧委會就2014年奧運教練問題得出的主要結論如下：
- 總教練的角色和領導力較弱。
- 國家體育聯合會的教練能力不足。
- 分散運動與集中運動的比例被扭曲。
- 心理訓練知識薄弱。
- 在冬季運動中，滑雪維護的重視程度已提高。